# Balta picea
Balta picea är en kackerlacksart som beskrevs av Bei-Bienko 1958. Balta picea ingår i släktet Balta och familjen småkackerlackor. Inga underarter finns listade.